# 絹村
絹村（きぬむら）は栃木県の南部、下都賀郡に属していた村。茨城県と境を接する。

## 地理
- 河川 - 鬼怒川、田川

## 歴史
- 1889年（明治22年）4月1日 - 町村制施行により、福良村、高椅村、簗村、中河原村、中島村、延島村、延島新田、田川村が合併し絹村が成立する。
- 1956年（昭和31年）9月30日 - 桑村と合併し桑絹村となる。